# Panzerjäger-Triebwagen
Der Panzerjäger-Triebwagen (kurz: Pz. Jg. Tr. Wg.) war ein deutsches gepanzertes Triebfahrzeug aus dem Zweiten Weltkrieg.

## Geschichte
Aufgrund der guten Leistungen und Einsatzmöglichkeiten der erbeuteten sowjetischen Panzer-Triebwagen D-2 wollte das Oberkommando der Wehrmacht eigene Fahrzeuge entwickeln. Am 3. Juni 1943 erging an den Chef Heeresrüstung und Befehlshaber der Eisenbahn die Forderung, fünf Panzer-Triebwagen bauen zu lassen. Diese sollten, wie die sowjetischen Modelle, mit je zwei 7,62-cm-Feldkanonen 259/1 (r) ausgerüstet werden. Für die Wagen sollten fünf bereits vorhandene Ausrüstungen für Diesel-Triebwagen der Siemens-Schuckertwerke genutzt werden. Am 20. Juni 1943 wurde die Forderung dahingehend abgewandelt, dass je zwei 7,5-cm-Panzerabwehrkanonen 40 genutzt werden sollten.

## Produktion
Die Produktion der Fahrzeuge verzögerte sich jedoch so sehr, dass die endgültige Anweisung zu ihrer Aufstellung erst im Dezember 1944 erfolgte. Im März 1945 wurden drei der fünf Panzerjäger-Triebwagen etatisiert (Nummer 51 – 53) und sollten kurzfristig fertiggestellt werden. Aufgrund des Kriegsendes konnte aber nur ein Fahrzeug fertiggestellt werden. Die Vorproduktion fand in den Linke-Hoffmann-Werken statt, während die Steyr-Werke die Endmontage übernahmen.

## Technische Daten

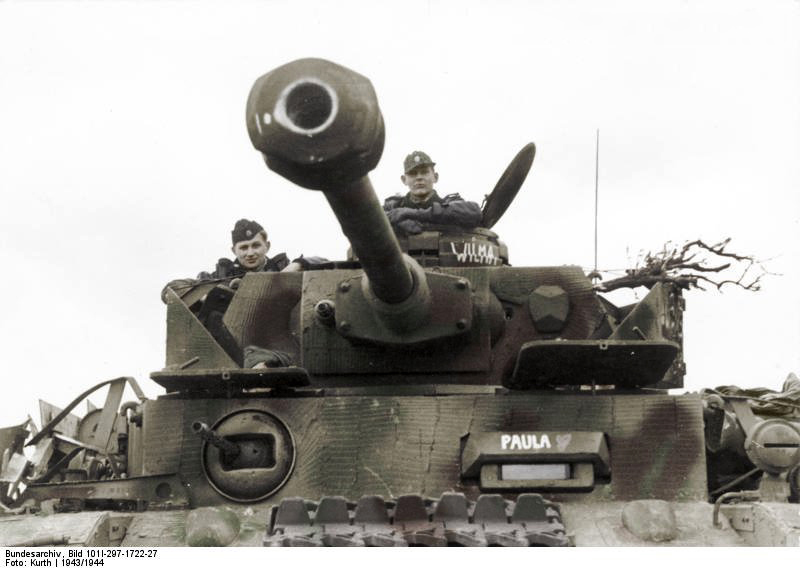
Geschützturm eines Panzerkampfwagen IV Ausführung H

Die Bewaffnung bestand aus je xxx Geschütztürmen des Panzerkampfwagen IV Ausführung H mit der 7,5-cm-Kampfwagenkanone 40 mit je einem koaxialen Maschinengewehr 34. Die Geschütztürme hatten weiterhin die Seitenschürzen der späten Panzerkampfwagen IV Türme. Zusätzlich verfügte der Wagen über 20 Schießscharten für Maschinengewehre oder Handwaffen. Je zwei Stück befanden sich an den Stirnseiten der Wagen, je eine an den Ecken, vier Stück auf jeder Seite und je eine am erhöhten Beobachtungsstand in der Mitte des Wagens. Zusätzlich hatte der Beobachtungsstand einen zweiten erhöhten Aufbau mit je vier Sichtluken nach vorn und hinten und je eine zu den Seiten. Zugang zum Wagen erhielt man entweder durch eine zweiflügelige Zugangstür an den Seiten des Wagens, welche durch drei Sprossen erreicht werden konnten, oder über eine zweiflügelige Tür an jeder Stirnseite des Wagens.
Der gepanzerte Aufbau des Wagens war von der Mitte bis zu den Gleisen leicht abgeschrägt. Der weitere Aufbau bis zum Dach war ebenfalls leicht abgeschrägt. Das genutzte Fahrgestell verfügte über vier Achsen. Je zwei Achsen befanden sich an den Stirnseiten und hatten einen Abstand zueinander von zwei Metern.

## Zugpersonal
Die Besatzung der Panzerjäger-Triebwagen sollte aus einem Offizier, acht Unteroffizieren und zwölf Mannschaften bestehen.
- Panzerjäger-Triebwagenkommandant (Artillerie-Offizier)
- zwei Geschützführer (Unteroffizier)
- ein Richtunteroffizier
- zwei Richtschützen
- zwei Ladeschützen (einer davon Waffenmeister-Gehilfe)
- ein Maschinengewehr-Führer (Unteroffizier)
- vier Maschinengewehrschützen (mit Melder und Feldkoch)
- zwei Triebwagenführer (Unteroffizier) (einer davon Motorenschlosser)
- ein Funkunteroffizier (Feldwebel)
- zwei Funker
- zwei Panzerzug-Pioniere
- ein Sanitäts-Unteroffizier

## Einsatz
Aufgrund des Kriegsverlaufs und der verzögerten Fertigstellung griff keiner der Panzerjäger-Triebwagen aktiv in Kampfhandlungen ein.

## Verbleib
Der einzige fertiggestellte Panzerjäger-Triebwagen fiel den alliierten Truppen in den Steyr-Werken in Münichholz auslieferungsbereit in die Hände. Die im Bau befindlichen Fahrzeuge wurden bei der Einschließung Breslaus Anfang Februar 1945 unfertig zurückgelassen.